# Sacramentum (banda)
Sacramentum es una banda de black metal melódico de Falköping, Suecia, formada por Nisse Karlén (voz/guitarra) en el verano de 1990 bajo el nombre de Tumulus. La banda lanzó tres álbumes de estudio de larga duración y dos demos. Son mejor conocidos por su álbum debut Far Away from the Sun, que a menudo se considera uno de los mejores lanzamientos tempranos de black metal melódico.

## Historia
Poco después se unió Anders Brolycke como segundo guitarrista. Las primeras grabaciones oficiales del grupo se realizaron a finales de 1992; Justo antes del lanzamiento de la cinta de demostración, llamada Sedes Impiorum, el nombre de la banda se cambió a Sacramentum. En febrero de 1994, Sacramentum fue a Unisound Studio para grabar el EP autofinanciado de cinco pistas Finis Malorum, que fue reeditado por Adipocere Records un año después. Tras el lanzamiento de este EP, Nicklas Rudolfsson (ahora también en Runemagick, Swordmaster y Deathwitch) se unió a la batería y Karlén pasó de la guitarra al bajo. Según Karlén,

When we started it was just because we wanted to make extreme music, violent music. We had no ambitions whatsoever. Then thing started to happen. A lot of people liked the stuff we made. So we became more serious and after we had recorded the MCD “Finis Malorum” we realized that we could really achieve something. So we kicked out the unserious members and started rehearse more often and that’s the way it is. I think that everything we could dream about then has been fulfilled but we will carry on for many years to spread our message of hatred.

Con esta formación de tres integrantes, Sacramentum regresó a Unisound Studio en junio de 1995 para grabar su debut de larga duración, titulado Far Away from the Sun. Lanzado finalmente en junio de 1996, el álbum fue aclamado en algunos círculos como una obra maestra. Luego, la banda se embarcó en una gira por Europa con Ancient Rites, Bewitched y Enthroned. En la primavera de 1997, Sacramentum firmó con Century Media. El segundo álbum de larga duración, The Coming of Chaos, fue grabado en junio de 1997 en el estudio del guitarrista de King Diamond Andy LaRocque, Los Angered Recordings en Gotemburgo, Suecia, y lanzado en septiembre de 1997 en Century Media Records. Mostró a la banda moviéndose en una dirección más de death metal ennegrecido. Steve Huey de AllMusic escribe que "Gracias a la producción mejorada, así como al desarrollo musical de la banda, The Coming of Chaos es el mejor lanzamiento de Sacramentum disponible, sin mencionar su primer álbum nacional". La banda se embarcó una vez más en una gira por Europa, esta vez con sus compañeros de sello Old Man's Child y Rotting Christ.

El último álbum de Sacramentum, Thy Black Destiny, fue grabado en septiembre de 1998 en Los Angered Recordings y lanzado el 13 de abril de 1999. La formación de grabación se complementó con Nicklas Andersson (también en Lord Belial ), quien se unió al grupo como guitarrista permanente. Sin embargo, la banda aparentemente se separó algún tiempo después. "Empleando sonidos clásicos de death metal, Sacramentum reduce su sonido a lo básico en Thy Black Destiny, recordando el thrash de la vieja escuela pero aun así mezclándolo con suficiente black metal moderno para mantenerse contemporáneo".

En 2008 sus dos últimos álbumes The Coming of Chaos y Thy Black Destiny fueron reeditados en una recopilación titulada Abyss of Time en Century Media Records. A partir de 2012, Anders Brolycke toca la guitarra con la banda sueca de black metal Likblek, que lanzó su álbum debut de larga duración en 2010. Nicklas Rudolfsson ha actuado con muchas otras bandas, incluidas Heavydeath, Necrocurse y Runemagick.
En 2013, Century Media reeditó el álbum debut de la banda , Far Away from the Sun, en CD, vinilo y disco de imágenes. La carátula del álbum fue reescaneada por Necrolord, la música fue remasterizada por Dan Swanö y con un nuevo diseño de Nora Dirkling.
En enero de 2022, la banda comenzó a tocar en vivo nuevamente, con una nueva formación, comenzando en Los Ángeles en el California Deathfest el 30 de enero. El siguiente lugar fue en Estocolmo en Slakthuset el 8 de abril. Luego tocaron en el Deathfest de Holanda el 29 de abril. Continuó en Alemania en Brain Crusher In Hell el 20 de mayo y luego en Baltimore en Maryland Deathfest el 29 de mayo. Las próximas presentaciones en vivo programadas por el momento serán en México, Londres e Islandia. Además están trabajando en su cuarto álbum y también revelaron que se titularía Shadow of Oblivion.

## Estilo musical e influencias.
En el primer álbum de la banda interpretaron un estilo de black metal melódico que ha sido comparado con bandas como Dissection y Unanimated, que involucraba "una mezcla de la atmósfera y velocidad del Black Metal con el tecnicismo y arreglo que normalmente se encuentran en el Death Metal". Con el tiempo, la banda comenzó a avanzar hacia el tipo de sonido de death metal melódico que muchos de sus contemporáneos en Gotemburgo eran pioneros. Nisse Karlén ha dicho que "Nuestras influencias provienen principalmente de viejas bandas de heavy metal y de muchas bandas de speed y thrash donde tenemos nuestras raíces. Mucho también viene de nuestro interior, de los estados de ánimo, etc.."  Anders Brolycke ha citado a Bathory, Destruction, Coroner, Slayer, Autopsy, Death y Metallica como influencias. También dijo que "La letra se sostiene a nivel personal y trata de pensamientos y reflexiones sobre la vida y la muerte. A menudo se trata de un anhelo de alejarse de esta prisión terrena."

## Miembros de la banda

### Alineación actual
- Nisse Karlén - voz principal (1990-2001, 2019-presente), guitarra (1990-1994), bajo (1994-2001)
- Anders Brolycke - guitarras (1990-2001, 2019-presente)
- Calle Andersson - guitarras (2021-presente)
- Tobias Kellgren - batería (2021-presente)

### Miembros anteriores
- Niclas Andersson – guitarras (1998-2001)
- Freddy Andersson - bajo (1990-1994)
- Mikael Rydén - batería (1990-1994)
- Niklas Rudolfsson - batería (1994-2001, 2019-2021)

### Miembros en vivo/sesión
- Jonas Blom - guitarras (2019-presente)
- Robert Axelsson - bajo (2019-presente)

## Discografía
- 1993: Sedes Impiorum (demostración)
- 1994: Finis Malorum (EP)
- 1996: Lejos del sol (álbum)
- 1997: La llegada del caos (álbum)
- 1998: " 13 velas " en En conspiración con Satanás – Un tributo a Bathory
- 1998: " La Maldición/Anticristo " en Un Tributo a Sepultura
- 1998: " Misas Negras " en Homenaje al Destino Misericordioso
- 1999: Tu negro destino (álbum)
- 2008: Abyss of Time (recopilación compuesta por The Coming of Chaos y Thy Black Destiny )
- Por confirmar: Sombra del olvido (álbum)